# Frans Joseph Wirthe
Frans Joseph Wirthe, född omkring 1760, död i mars 1828 i Sankta Eugenia katolska församling, Stockholm, var en svensk kontrabasist.

## Biografi
Wirthe var basist i Kungliga Hovkapellet 1781-1820. Han invaldes som associé nummer fem i Kungliga Musikaliska Akademien den 14 januari 1815.